# Couvrot
Couvrot est une commune française, située dans le département de la Marne en région Grand Est.

## Géographie
Couvrot est située dans le Sud-Est de la Marne, à quelques kilomètres au nord de Vitry-le-François. Le village est bordé par le canal latéral à la Marne et la Marne coule à l'ouest de Couvrot. En dehors du village, on trouve plusieurs hameaux : Entre les Deux Voies, Gravelines, le Hameau de l'Ermite et Villers.
Couvrot est dominée par le Mont Basin, à 173 mètres. Au nord-est, deux vallons - le Fond de Curvat et le Fond de Taudevat - séparent des collines dépassant les 180 m : le Haut des Crochots, la Côte des Genièvres et la Côte de Gravelines (du sud au nord). Au-dessus de cette dernière, s'élève le Haut de Villers, qui est le point culminant de la commune à 209 m. L'altitude est plus basse en bordure de Marne, atteignant 92 m.
Au niveau routier, le principal accès à la commune se fait par la route nationale 44, qui traverse le hameau de Gravelines. Le village est desservi par la route départementale 760, qui va de la RN 44 vers Soulanges (nord) et la route départementale 502, en direction de Loisy-sur-Marne (ouest).
| Soulanges       |         | Saint-Lumier-en-Champagne, Saint-Quentin-les-Marais |
|                 | Couvrot |                                                     |
| Loisy-sur-Marne |         | Vitry-en-Perthois                                   |

### Hydrographie
La commune est dans la région hydrographique « la Seine de sa source au confluent de l'Oise (exclu) » au sein du bassin Seine-Normandie. Elle est drainée par la Marne, le canal latéral à la Marne et divers autres petits cours d'eau,.
La Marne  prend sa source sur le plateau de Langres, dans la commune de Saints-Geosmes (Haute-Marne) et se jette dans la Seine entre Charenton-le-Pont et Alfortville (Val-de-Marne) dans le quartier de Conflans-l'Archevêque. 
Le canal latéral à la Marne est un canal, chenal navigable de 67 km reliant Vitry-le-françois à Mardeuil où il se jette dans la Marne. 

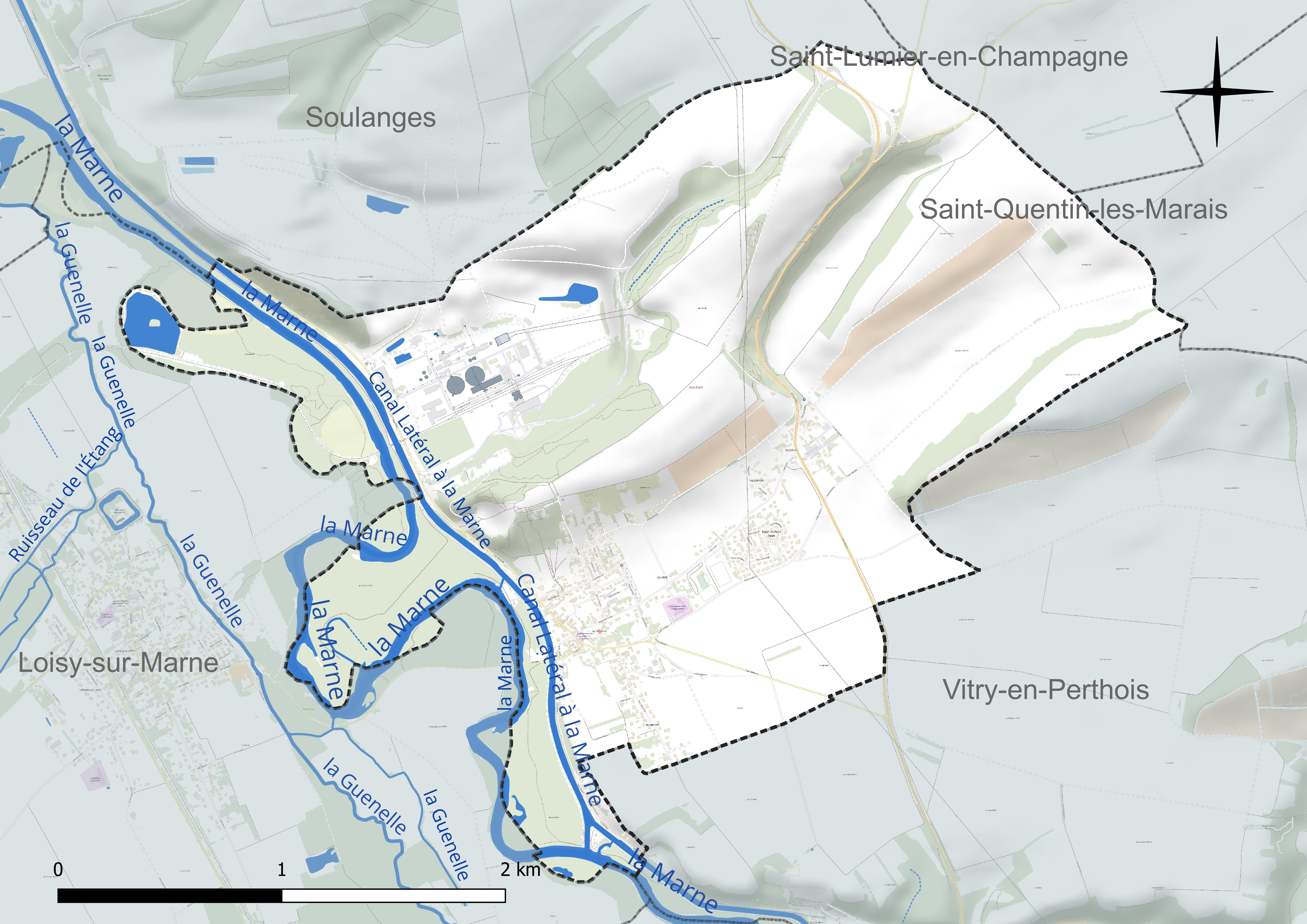
Réseau hydrographique de Couvrot.

### Climat
Pour des articles plus généraux, voir Climat du Grand Est et Climat de la Marne.
En 2010, le climat de la commune est de type climat océanique dégradé des plaines du Centre et du Nord, selon une étude du Centre national de la recherche scientifique s'appuyant sur une série de données couvrant la période 1971-2000. En 2020, Météo-France publie une typologie des climats de la France métropolitaine dans laquelle la commune est exposée à un climat océanique altéré et est dans la région climatique  Nord-est du bassin Parisien, caractérisée par un ensoleillement médiocre, une pluviométrie moyenne régulièrement répartie au cours de l’année et un hiver froid (3 °C). 
Pour la période 1971-2000, la température annuelle moyenne est de 10,6 °C, avec une amplitude thermique annuelle de 15,8 °C. Le cumul annuel moyen de précipitations est de 737 mm, avec 12,1 jours de précipitations en janvier et 8,3 jours en juillet. Pour la période 1991-2020, la température moyenne annuelle observée sur la station météorologique de Météo-France la plus proche, « Frignicourt », sur la commune de Frignicourt à 7 km à vol d'oiseau, est de 11,5 °C et le cumul annuel moyen de précipitations est de 694,6 mm. 
La température maximale relevée sur cette station est de 41,7 °C, atteinte le 25 juillet 2019 ; la température minimale est de −22 °C, atteinte le 9 janvier 1985,,. 
Les paramètres climatiques de la commune ont été estimés pour le milieu du siècle (2041-2070) selon différents scénarios d'émission de gaz à effet de serre à partir des nouvelles projections climatiques de référence DRIAS-2020. Ils sont consultables sur un site dédié publié par Météo-France en novembre 2022.

## Urbanisme

### Typologie
Au 1er janvier 2024, Couvrot est catégorisée bourg rural, selon la nouvelle grille communale de densité à sept niveaux définie par l'Insee en 2022.
Elle est située hors unité urbaine. Par ailleurs la commune fait partie de l'aire d'attraction de Vitry-le-François, dont elle est une commune de la couronne,. Cette aire, qui regroupe 73 communes, est catégorisée dans les aires de moins de 50 000 habitants,.

### Occupation des sols
L'occupation des sols de la commune, telle qu'elle ressort de la base de données européenne d’occupation biophysique des sols Corine Land Cover (CLC), est marquée par l'importance des territoires agricoles (50,6 % en 2018), en diminution par rapport à 1990 (54,4 %). La répartition détaillée en 2018 est la suivante : 
terres arables (50,6 %), forêts (27,2 %), zones urbanisées (9,5 %), zones industrielles ou commerciales et réseaux de communication (6,4 %), mines, décharges et chantiers (6,3 %). L'évolution de l’occupation des sols de la commune et de ses infrastructures peut être observée sur les différentes représentations cartographiques du territoire : la carte de Cassini (XVIIIe siècle), la carte d'état-major (1820-1866) et les cartes ou photos aériennes de l'IGN pour la période actuelle (1950 à aujourd'hui).

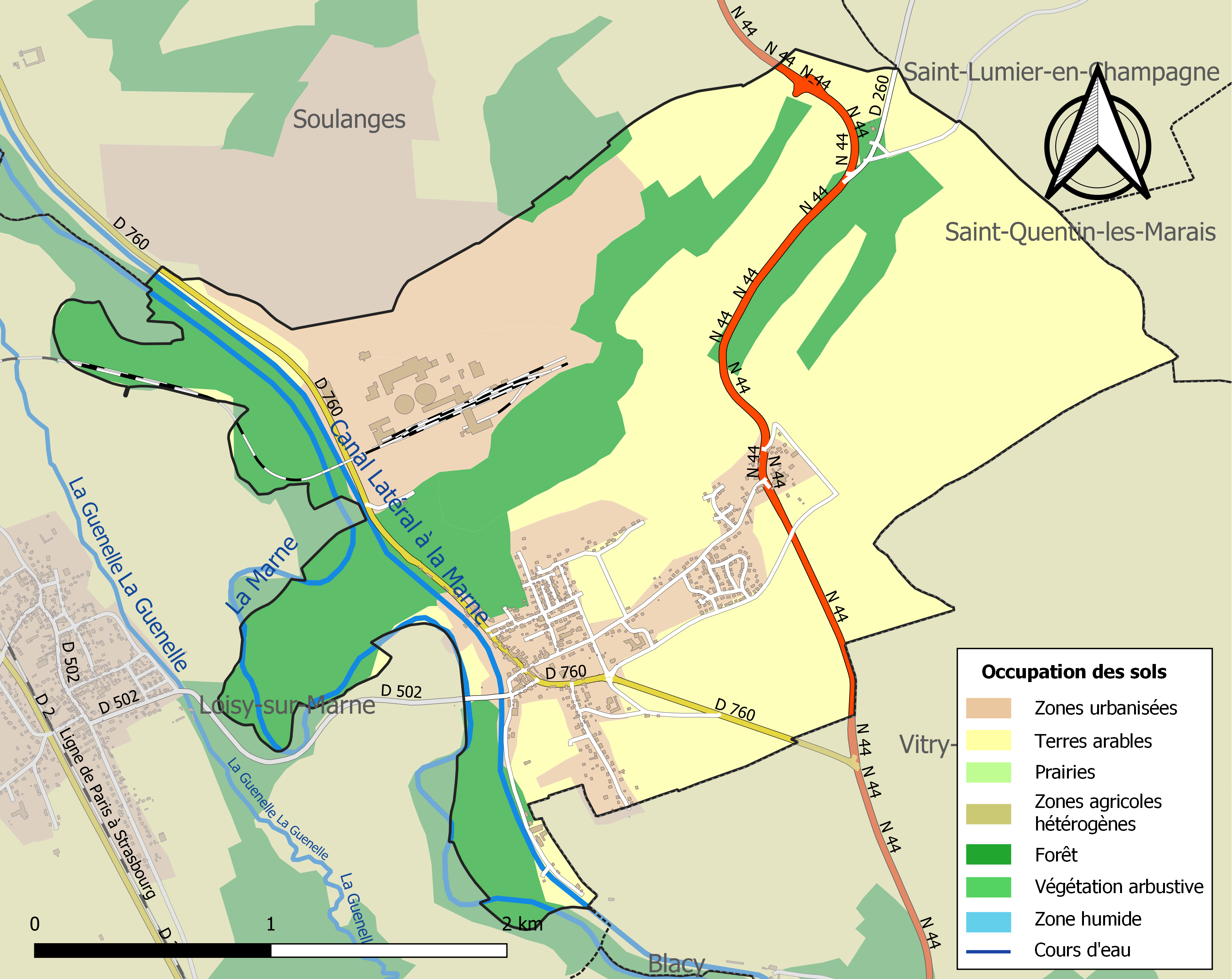
Carte des infrastructures et de l'occupation des sols de la commune en 2018 (CLC).

## Toponymie
Le nom de la localité est attesté sous les formes Villa Covros (900) ; Villa que vocatur Cuerodt (1043) ; Couvront (1138) ; Covrot (1209) ; Covroth (1223) ; Covrost (1251-1253) ; Couvrost (1331) ; Couvrotum (1405) ; Couverot (1501) ; Couvrout (1515).

## Histoire
Au lieu-dit la Tomelle se trouvait un tertre de 22 m de diamètre qui se haussait de 5,5 m du sol. L'accès en son centre se faisait le long d'un mur de 50 cm d'épaisseur et permettait d’accéder à une salle souterraine. Lors de la destruction de ce tertre, au début du XXe, trois sépultures celtes furent découvertes.
Peu après la création des communes par la Révolution, Villers-sur-Marne est rattachée à Couvrot, qui devient Couvrot-et-Villers.

## Politique et administration

### Liste des maires
| Période                                  | Période      | Identité          | Étiquette | Qualité                         |
| ---------------------------------------- | ------------ | ----------------- | --------- | ------------------------------- |
| Les données manquantes sont à compléter. |              |                   |           |                                 |
| 1977                                     | juillet 2020 | Jean Pankow       |           | Réélu pour le mandat 2014-2020, |
| juillet 2020                             | En cours     | Olivier Delcombel |           |                                 |

### Intercommunalité
En 2011, le schéma départemental de coopération intercommunale rattache la commune à la communauté de communes de Vitry-le-François, mais le maire de Couvrot s'y oppose. Des recours devant le tribunal administratif valident l'arrêté pris par le préfet de la Marne et Couvrot rejoint la communauté de communes Vitry, Champagne et Der. Cependant Jean Pankow refuse de siéger au sein de l'intercommunalité.

## Démographie
Les habitants de la commune sont les Couvrotiers et les Couvrotières.
L'évolution du nombre d'habitants est connue à travers les recensements de la population effectués dans la commune depuis 1793. Pour les communes de moins de 10 000 habitants, une enquête de recensement portant sur toute la population est réalisée tous les cinq ans, les populations de référence des années intermédiaires étant quant à elles estimées par interpolation ou extrapolation. Pour la commune, le premier recensement exhaustif entrant dans le cadre du nouveau dispositif a été réalisé en 2008.

En 2022, la commune comptait 796 habitants, en évolution de −8,08 % par rapport à 2016 (Marne : −1,19 %, France hors Mayotte : +2,11 %).
| 1793 | 1800 | 1806 | 1821 | 1831 | 1836 | 1841 | 1846 | 1851 |
| ---- | ---- | ---- | ---- | ---- | ---- | ---- | ---- | ---- |
| 243  | 289  | 309  | 335  | 337  | 325  | 358  | 366  | 332  |

| 1856 | 1861 | 1866 | 1872 | 1876 | 1881 | 1886 | 1891 | 1896 |
| ---- | ---- | ---- | ---- | ---- | ---- | ---- | ---- | ---- |
| 320  | 344  | 345  | 319  | 314  | 311  | 318  | 299  | 303  |

| 1901 | 1906 | 1911 | 1921 | 1926 | 1931 | 1936 | 1946 | 1954 |
| ---- | ---- | ---- | ---- | ---- | ---- | ---- | ---- | ---- |
| 297  | 290  | 385  | 478  | 602  | 664  | 604  | 536  | 686  |

| 1962 | 1968 | 1975 | 1982 | 1990  | 1999 | 2006 | 2008 | 2013 |
| ---- | ---- | ---- | ---- | ----- | ---- | ---- | ---- | ---- |
| 774  | 834  | 829  | 955  | 1 058 | 940  | 874  | 856  | 873  |

| 2018 | 2022 | - | - | - | - | - | - | - |
| ---- | ---- | - | - | - | - | - | - | - |
| 829  | 796  | - | - | - | - | - | - | - |

## Économie
Le village abrite une cimenterie de Ciments français, filiale du groupe italien Italcementi. Elle fut créée en 1910 et a employé jusqu'à 500 travailleurs, dont de nombreux Italiens.

## Culture et patrimoine

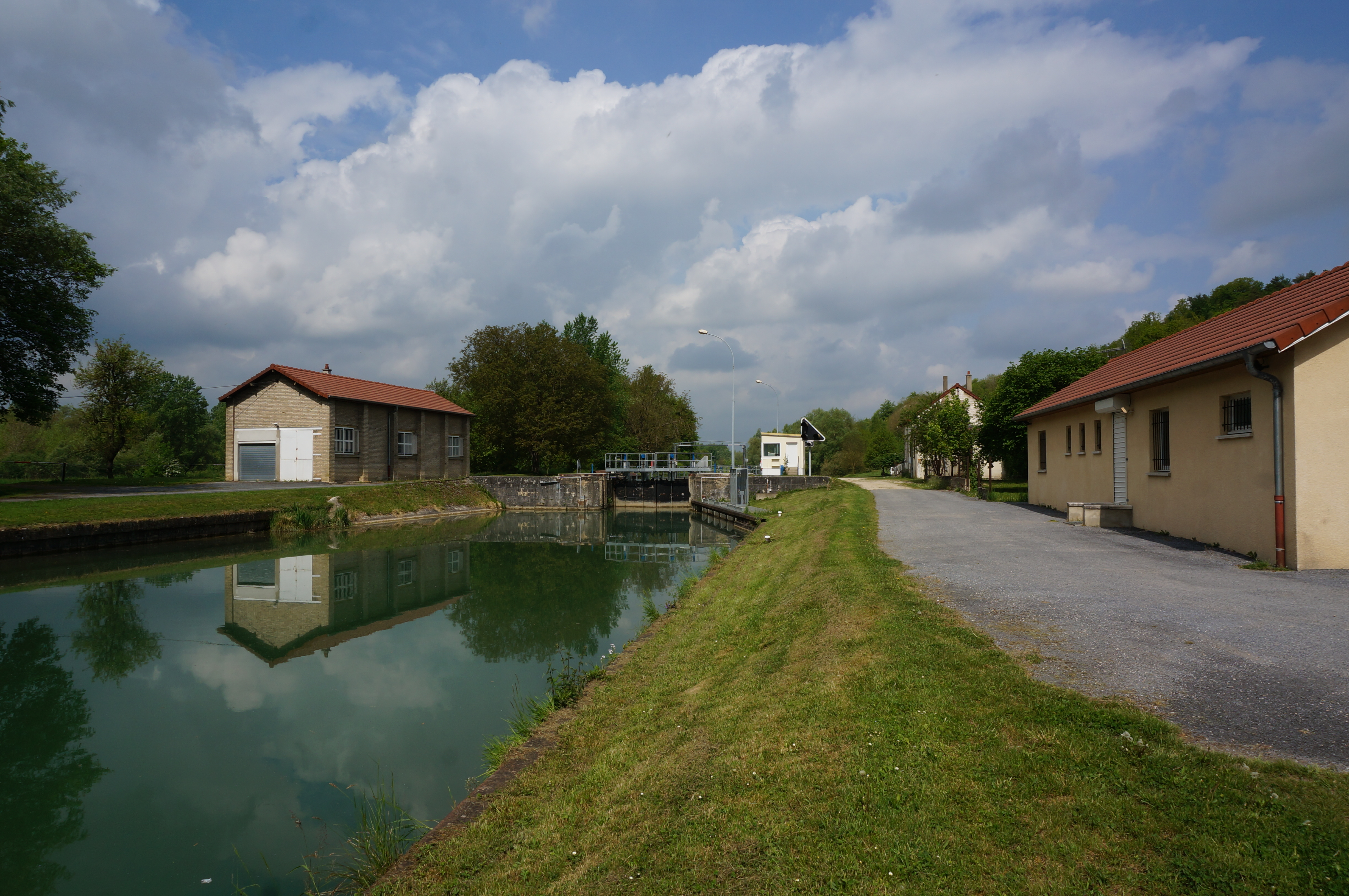
Écluse sur la canal latéral à la Marne.
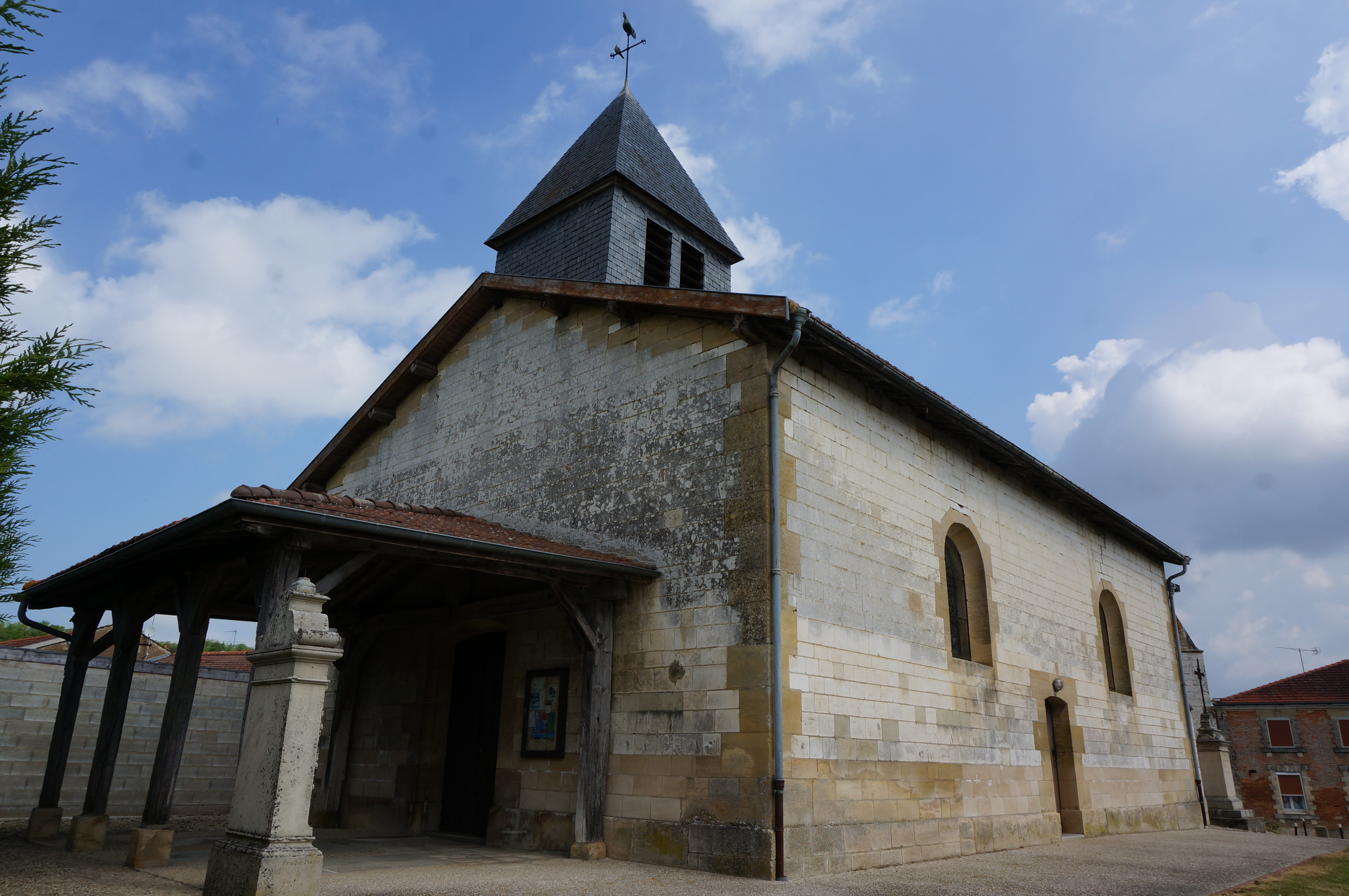
L'église.
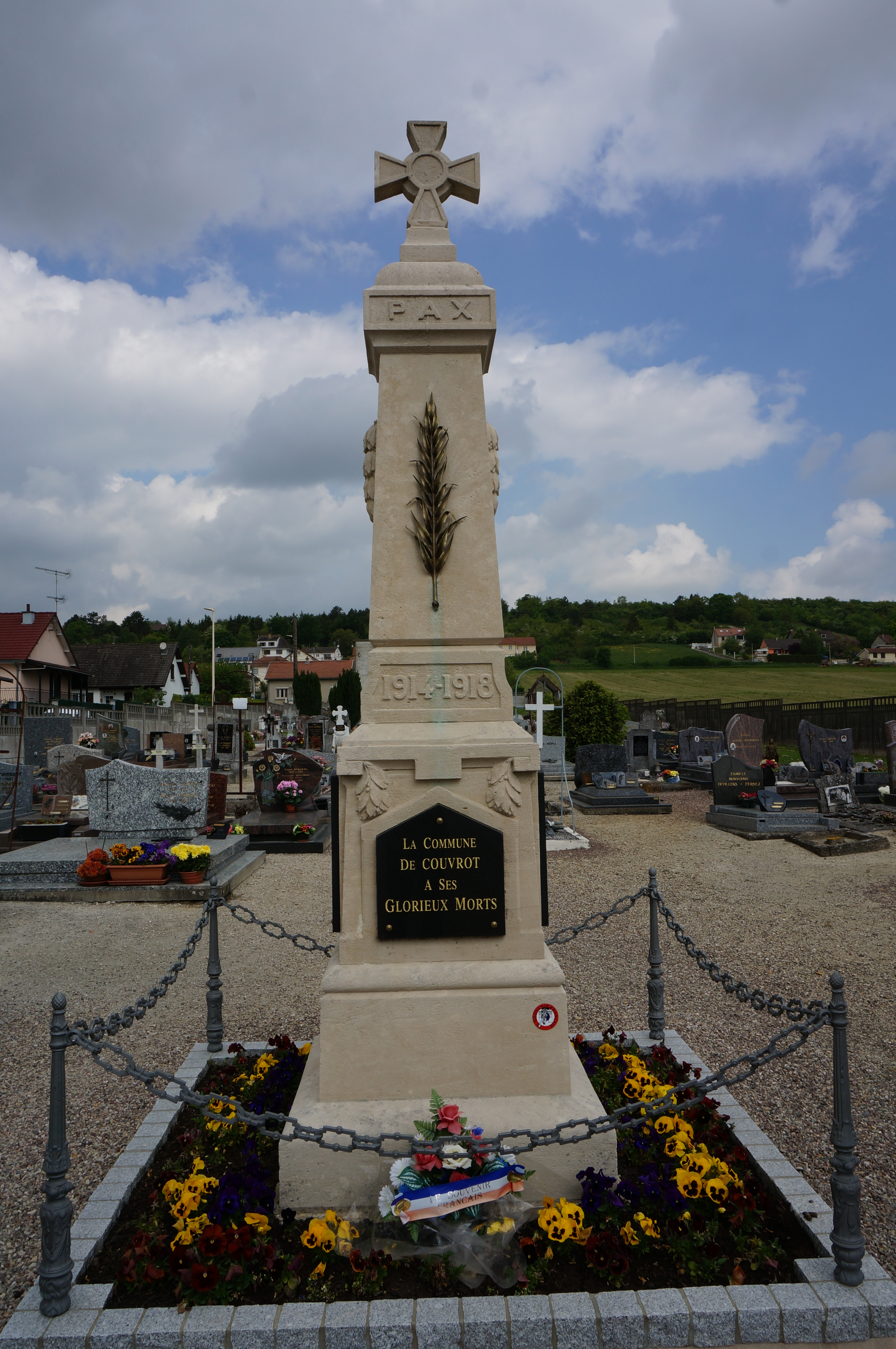
Le monument aux morts.
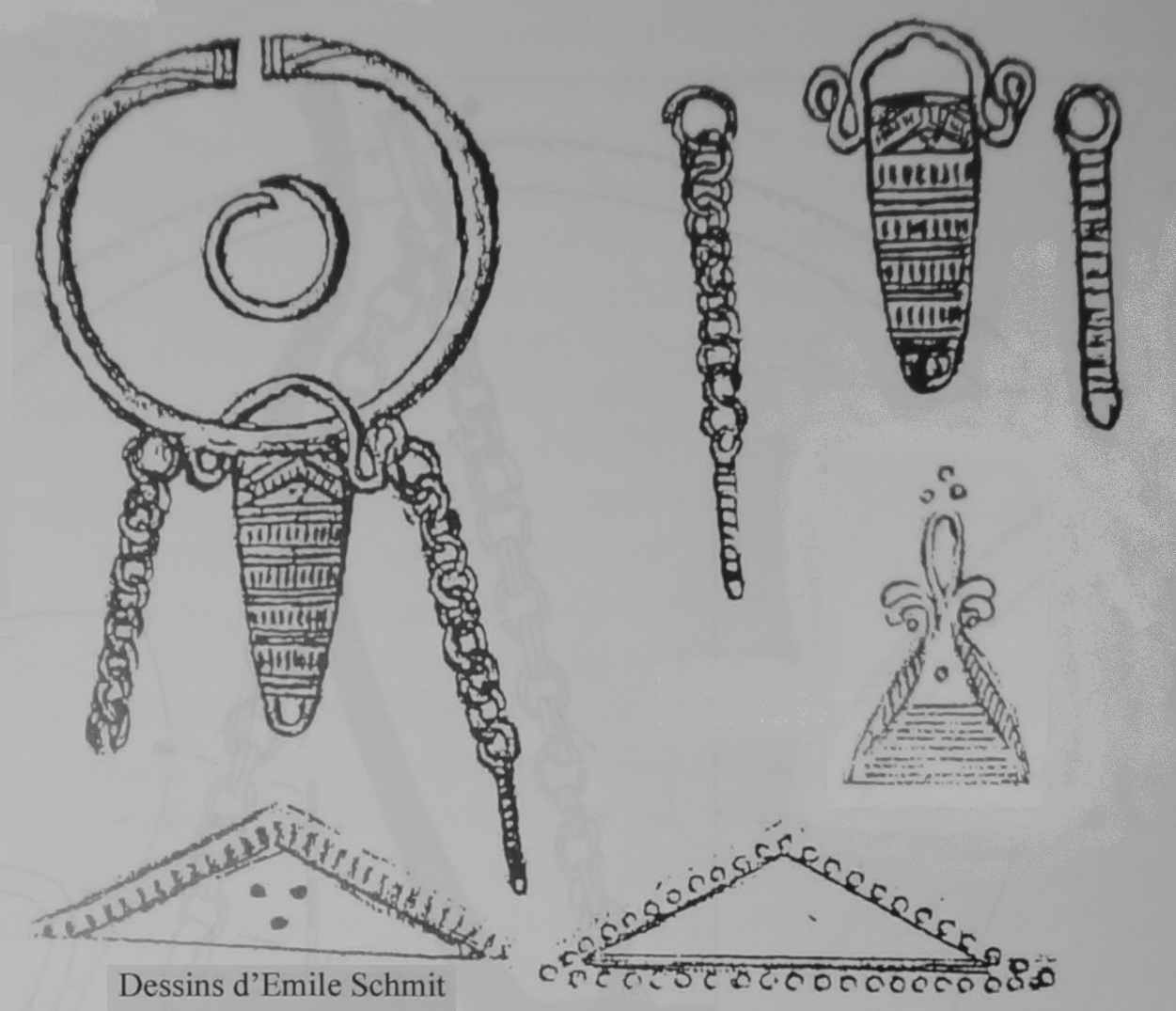
Objets découverts à la Tomelle.

### Lieux et monuments
L'église Saint-Martin abrite un maître-autel avec des gradins, un tabernacle, un retable et un tableau de l'Ascension. L'ensemble, en bois et datant du XVIIIe siècle, est classé monument historique au titre objet.